# Elisabeth Ruest
Elisabeth Ruest (auch: Else Ruest und Else Rüst; sowie Elisabeth Rüst; * 19. April 1861 in Hannover; † 28. März 1945 ebenda) war eine deutsche Malerin und Grafikerin.

## Leben

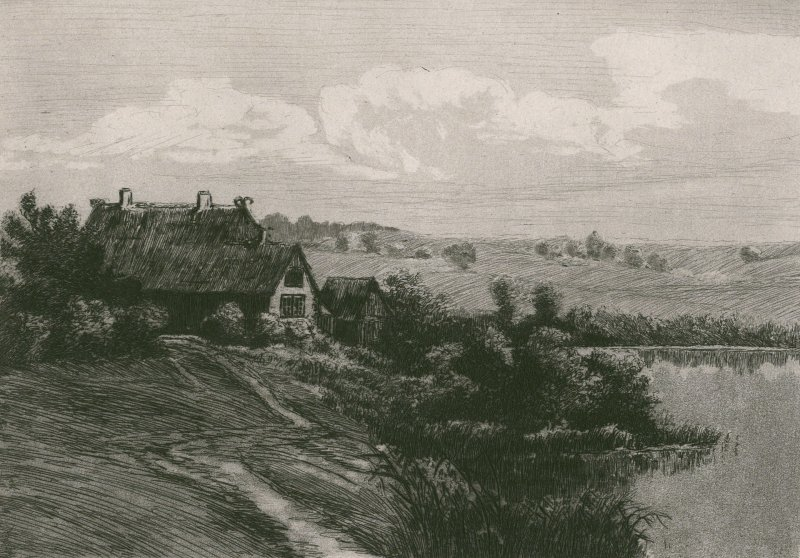
Radierung einer Landschaft, um 1910;
aus Zeitschrift für bildende Kunst

Ruest wurde in der Residenzstadt des Königreichs Hannover geboren. Sie war die Tochter von David Rüst, dem Arzt, Sanitätsrat und Ornithologen am Provinzial-Museum in Hannover, der laut dem Adreßbuch der königlichen Haupt- und Residenzstadt Hannover für 1862 als Assistenzarzt und Assistent des Generalstabsarztes Louis Stromeyer seinerzeit in der Emmerstraße 3A wohnte, wo er von 8 bis 10 Uhr auch seine Sprechstunden hatte. Für ihren Vater zeichnete das „Fräulein Elisabeth Rüst“ beispielsweise die Bildtafeln für dessen 1888 in der Zeitschrift Palaeontographica veröffentlichten Beiträge zur Kenntniss der fossilen Radiolarien aus Gesteinen der Kreide. Die sehr feinen Zeichnungen der Mademoiselle fanden auch in französischsprachigen Fachpublikationen Beachtung.
Später wollte Rüst ihre Kenntnisse der Malerei vertiefen, doch war die Aufnahme von Frauen beispielsweise an der Kunstakademie Düsseldorf schon aufgrund der Geschlechtertrennung jahrzehntelang nicht möglich. Daher besuchte Ruest die Malerinnenschule in Karlsruhe sowie die Kunstgewerbeschule in Zürich.
Mutmaßlich auf Anregung aus den Künstlerkreisen von Düsseldorf besuchte Ruest als eine der ersten Künstlerinnen bereits im Jahr 1908 erstmals den Ort Schwalenberg in Lippe, den sie als Mitglied der entstehenden Schwalenberger Künstlerkolonie dann regelmäßig in den Sommermonaten aufsuchte. So folgte ihr bereits 1909 auf ihre Anregung hin ihr hannoverscher Malerkollege Emil-Werner Baule für Kunstaufenthalte nach Schwalenberg. Bald schon war Ruest mit ihrem langen schwarzen Kleid eine vertraute Gestalt im Straßenbild des Ortes.
In Schwalenberg schuf Ruest zahlreiche Radierungen, Lithografien, Aquarelle und Ölbilder, die sie anschließend in ihrer Heimatstadt Hannover ausstellte. So trug sie ihren Teil dazu bei, das lippische Schwalenberg in Künstlerkreisen bekanntzumachen. Einige ihrer Bilder waren 1911 und 1912 zudem auf der Großen Berliner Kunstausstellung ausgestellt. Die von der Frauenrechtlerin Hedwig Heyl und anderen herausgegebene Begleitschrift zu der von Kaiserin Auguste Viktoria protegierte Ausstellung „Die Frau in Haus und Beruf“ 1912 in Berlin in den Ausstellungshallen am Zoologischen Garten listete „Else Rüst“ unter der Adresse Sedanstraße 19 in Hannover.
Noch während des Zweiten Weltkrieges verzeichnete das Adreßbuch der Stadt Hannover für 1943 den Wohnsitz der Malerin „Else Rüst“ als Haushaltsvorstand sowie auch die Rentnerin Emmy Rüst als Eigentümerin unter der Adresse Sedanstraße 16 in der hannoverschen Oststadt.
Sie starb wenig später durch die Luftangriffe auf Hannover, bei dem großen Angriff mit Fliegerbomben am 28. März 1945. Dabei wurde mutmaßlich auch der Großteil ihrer Bilder zerstört.

## Bekannte Werke (Auswahl)
- David Rüst: Beiträge zur Kenntniss der fossilen Radiolarien aus Gesteinen der Kreide. In: Karl Alfred von Zittel (Hrsg.): Palaeontographica. Beiträge zur Naturgeschichte der Vorwelt. Band 34 (1887–1888), Fünfte bis sechste Lieferung. Theodor Fischer, Kassel Mai 1888, S. 181–214, Tafel XXII–XXIX (Textarchiv – Internet Archive – Abbildung ihrer Zeichnungen).